# Libera, amore mio!
Libera, amore mio! é um filme italiano de 1975, do gênero drama, dirigido por Mauro Bolognini e estrelado por Claudia Cardinale.

## Elenco
- Claudia Cardinale como Libera Valente
- Bruno Cirino como Matteo Zanoni
- Adolfo Celi como pai de Libera
- Philippe Leroy como Franco Testa
- Luigi Diberti como Ceccarelli
- Tullio Altamura
- Rosalba Neri como Wanda, esposa de Testa
- Eleonora Morana
- Rosita Pisano
- Luigi Patriarca
- Marco Lucantoni como filho de Libera
- M. Vittoria Virgili
- Elisabetta Virgili
- Bekim Fehmiu como Sandro Poggi
- Franco Balducci